# Ledene magnolije
Ledene magnolije je prozno delo slovenske pisateljice Marjane Moškrič. Delo je izšlo leta 2002 v zbirki Najst pri  Cankarjevi založbi in kasneje doživelo še nekaj ponatisov in gledališko uprizoritev. Leta 2005 je izšla hrvaška izdaja v prevodu Vesne Mlinarec. Avtorica se v pričujočem romanu dotakne tabu teme spolne zlorabe v družini, kjer očim zlorablja pastorko, mati pa si zatiska oči in se ne zmore in noče spopasti z resnico. 

## Vsebina
Lucija je običajna najstnica, ki živi sama z mamo. Oče, alkoholik, ju je zapustil, ko je imela Luciji devet let. Do svojega dvanajstega leta deklica uživa v brezskrbni mladosti. Takrat pa v njeno življenje vstopi on, mamin novi mož. Vsi ji zavidajo očima, ki ji kupuje lepe obleke in prinaša draga darila s službenih potovanj. Le ona mu ne zaupa. Mama kmalu zanosi in na svet prijoka mala Urška. Zdi se, da se bodo stvari s prihodom sestrice le postavile na pravo mesto, a temu ni tako. Pri štirinajstih letih se Luciji sesuje svet. Njen očim jo posili. Lucija se zapre vase in od nekdaj vesele najstnice ostane le bleda senca. Njeni prijateljici Mija in Pika se ves čas sprašujeta, kaj se dogaja z njo. Tudi prijatelju Niku, ki se zaljubi vanjo, ne pusti blizu. Edino upanje, ki ga še ima, je, da bo mama sprevidela kaj se dogaja, in jo rešila. Vendar se to ne zgodi. Zaslepljena od ljubezni je mama prepričana, da je njena hčerka le muhasta najstnica. Nekega dne Lucija sreča Borisa, dobrega znanca, ki ji dokončno odpre oči in jo prepriča, da ni sama kriva za to, kar se ji dogaja. Preseli se v drug kraj, kjer nadaljuje s šolanjem in kmalu v pismu, ki ga pošlje najboljšima prijateljicama, razkrije grozno skrivnost. S prvoosebno pripovedjo je avtorica ustvarila močan čustven naboj, preko katerega se je uspela zelo približati bralcu. 

## Zbirka
Roman je izšel v zbirki Najst in Biblioteka Bumerang.

## Ocene in nagrade
Za roman Ledene magnolije je avtorica prejela nagrado Večernica, za najboljšo slovensko otroško in mladinsko literarno delo v letu 2002.

## Izdaje in prevodi
- Slovenska izdaja knjige iz leta 2002 (COBISS)
- Slovenska izdaja knjige iz leta 2004 (COBISS)
- Elektronska izdaja knjige iz leta 2007 (COBISS)
- Hrvaška izdaja knjige iz leta 2005 (COBISS)

## Priredbe
Delo je doživelo gledališko uprizoritev.